# Pallacanestro Treviso 1982-1983
Roster Benetton Pallacanestro Treviso 1982-83
| Num. | Naz.                   | Nome             |
| ---- | ---------------------- | ---------------- |
| 4    | Italia (bandiera)      | Paolo Pressacco  |
| 6    | Italia (bandiera)      | Giovanni Noli    |
| 7    | Italia (bandiera)      | Aldo Ermano      |
| 8    | Italia (bandiera)      | Andrea Forti     |
| 10   | Stati Uniti (bandiera) | Larry Demic      |
| 11   | Italia (bandiera)      | Alberto Marietta |
| 12   | Stati Uniti (bandiera) | Dale Solomon     |
| 14   | Italia (bandiera)      | Adriano Zin      |
| 18   | Italia (bandiera)      | Davide Croce     |
| 20   | Italia (bandiera)      | Massimo Minto    |